# The Cavalier
Pour les articles homonymes, voir Cavalier.
The Cavalier est un hôtel américain situé à Virginia Beach, en Virginie. Ouvert en 1927, cet établissement est inscrit au Virginia Landmarks Register depuis le 20 mars 2014 et au Registre national des lieux historiques depuis le 19 mai 2014. Il est membre des Historic Hotels of America depuis 2003.